# جدعون راي
جدعون راي (بالإنجليزية: Gideon Ray) هو فنان قتال مختلط أمريكي، ولد في 27 مايو 1973.

## وصلات خارجية
- جدعون راي على موقع يو إف سي (الإنجليزية)
- جدعون راي على موقع شيردوغ (الإنجليزية)
- جدعون راي على موقع IMDb (الإنجليزية)
- جدعون راي على موقع قاعدة بيانات الفيلم (الإنجليزية)